# الجمال النائم
الجمال النائم (بالروسية: Спящая Красавица) هو باليه مكون من مقدمة وثلاثة فصول، عرض للمرة الأولى في عام 1890. وهو من تأليف بيتر إليتش تشايكوفسكي (عمل رقم 66). النوتة الموسيقية اكتملت في عام 1889، وهو ثاني عمل باليه من الثلاثة أعمال. السيناريو الأصلي وضعه إيفان فسكولوئسكي، ويعتمد على عمل تشارل بيرو الجمال النائم. مصمم الرقصات للإنتاج الأصل كان ماريوس بتيبا.
كان العرض الأول للباليه على مسرح مارينسكي في سانت بطرسبرغ عام 1890 حيث أدت كارلوتا بريانزا دور الاميرة أورورا. اعتبر هذا العمل أحسن مؤلف وضعه تشايكوفسكي للباليه، وصار أحد الكلاسيكيات التي تعرض في أشهر أعمال الباليه.